# Нага
Нага са митични божествени или полубожествени змиеподобни същества в културите на индийския субконтинент, Шри Ланка, Тибет, Индокитай, Малайзия и Филипините. Обикновено са изобразявани с човешка глава и змиевидно тяло, без крила. Нагите понякога биват изобразявани като морско създание, подобно на човек и покрито с люспи.

## История
Историята на тези същества изглежда води началото си от Индия, където Нагите са били помощници на Боговете. Нагите са покровители на водата и облаците, но можели да причинят наводнения или суша, ако някой ги притесни. В някои истории Нагата, можела да променя формата си в змийска или човешка по собствено желание. Говори се, че расата им е изключително магическа, и можели да станат учители на тези, които задоволявали интересите им.